# Sibiu Cycling Tour 2019
Il Sibiu Cycling Tour 2019, nona edizione della corsa, si è svolto dal 3 al 7 luglio 2019 su un percorso di 686,5 km, suddivisi in 4 tappe in linea più un prologo, con partenza da Sibiu e con arrivo nella medesima località. La vittoria è stata appannaggio del costaricano Kevin Rivera, che ha completato il percorso in 17h29'24" precedendo il colombiano Daniel Muñoz e il croato Radoslav Rogina.

## Tappe
| Tappa  | Data     | Percorso                   | km    | Vincitore di tappa   | Leader cl. generale |
| ------ | -------- | -------------------------- | ----- | -------------------- | ------------------- |
| Pr.    | 3 luglio | Sibiu > Sibiu (cron. ind.) | 2,5   | Ivar Slik            | Ivar Slik           |
| 1ª     | 4 luglio | Sibiu > Sibiu              | 191,8 | Justin Paroz         | Justin Paroz        |
| 2ª     | 5 luglio | Sibiu > Lac Bâlea          | 163,3 | Kevin Rivera         | Kevin Rivera        |
| 3ª     | 6 luglio | Sibiu > Păltiniș           | 159,4 | Marco Tizza          | Kevin Rivera        |
| 4ª     | 7 luglio | Sibiu > Sibiu              | 169,5 | Riccardo Stacchiotti | Kevin Rivera        |
| Totale | Totale   | Totale                     | 686,5 |                      |                     |

## Squadre e corridori partecipanti
Alla manifestazione parteciparono 19 squadre composte da sei corridori (4 da 5, 2 da 4) per un totale di 125 ciclisti. Coloro che tagliarono il traguardo furono 78.
| N.    | Cod. | Squadra                     |
| ----- | ---- | --------------------------- |
| 1-6   | ANS  | Androni Giocattoli-Sidermec |
| 11-16 | GAZ  | Gazprom-RusVelo             |
| 21-26 | TNV  | Team Novak                  |
| 31-36 | GTV  | Giotti Victoria-Palomar     |
| 41-46 | MCT  | Monkey Town-A Bloc          |
| 51-56 | CDT  | CCC Development Team        |
| 61-66 | PNN  | Pannon Cycling Team         |
| 71-76 | AKT  | Akros-Thömus                |
| 81-85 | ELA  | Elkov-Author                |
| 91-95 | ADR  | Adria Mobil                 |

| N.      | Cod. | Squadra                |
| ------- | ---- | ---------------------- |
| 101-104 | CTF  | Cycling Team Friuli    |
| 111-116 | SMV  | Sangemini-MG.Kvis-Vega |
| 121-126 | KWT  | Massi Vivo-Grupo Oresy |
| 131-136 | AZT  | D'Amico UM Tools       |
| 141-145 | 3O3  | 303Project             |
| 161-165 | LOK  | Lokosphinx             |
| 171-175 | AMO  | Amore & Vita-Prodir    |
| 181-184 | ROM  | Romania                |
| 191-196 | UKR  | Ucraina                |

## Dettagli delle tappe

### Prologo
- 3 luglio: Sibiu > Sibiu – Cronometro individuale – 2,5 km

Risultati
| Pos. | Corridore            | Squadra   | Tempo |
| ---- | -------------------- | --------- | ----- |
| 1    | Ivar Slik            | Monkey T. | 3'26" |
| 2    | Riccardo Stacchiotti | Giotti V. | a 2"  |
| 3    | Matteo Pelucchi      | Androni   | a 3"  |

| Pos. | Corridore            | Squadra   | Tempo |
| ---- | -------------------- | --------- | ----- |
| 1    | Ivar Slik            | Monkey T. | 3'26" |
| 2    | Riccardo Stacchiotti | Giotti V. | a 2"  |
| 3    | Matteo Pelucchi      | Androni   | a 3"  |

### 1ª tappa
- 4 luglio: Sibiu > Sibiu – 191,8 km

Risultati
| Pos. | Corridore         | Squadra    | Tempo    |
| ---- | ----------------- | ---------- | -------- |
| 1    | Justin Paroz      | Akros      | 4h46'27" |
| 2    | Aleksandr Smirnov | Lokosphinx | a 1'50"  |
| 3    | Paolo Totò        | Sangemini  | s.t.     |

| Pos. | Corridore            | Squadra   | Tempo    |
| ---- | -------------------- | --------- | -------- |
| 1    | Justin Paroz         | Akros     | 4h49'53" |
| 2    | Riccardo Stacchiotti | Giotti V. | a 1'48"  |
| 3    | Ivar Slik            | Monkey T. | a 1'50"  |

### 2ª tappa
- 5 luglio: Sibiu > Lac Bâlea – 163,3 km

Risultati
| Pos. | Corridore       | Squadra     | Tempo    |
| ---- | --------------- | ----------- | -------- |
| 1    | Kevin Rivera    | Androni     | 4h28'33" |
| 2    | Daniel Muñoz    | Androni     | a 5"     |
| 3    | Radoslav Rogina | Adria Mobil | s.t.     |

| Pos. | Corridore    | Squadra | Tempo    |
| ---- | ------------ | ------- | -------- |
| 1    | Kevin Rivera | Androni | 9h20'17" |
| 2    | Daniel Muñoz | Androni | a 17"    |
| 3    | Justin Paroz | Akros   | a 24"    |

### 3ª tappa
- 6 luglio: Sibiu > Păltiniș – 159,4 km

Risultati
| Pos. | Corridore       | Squadra    | Tempo    |
| ---- | --------------- | ---------- | -------- |
| 1    | Marco Tizza     | Amore & V. | 4h16'04" |
| 2    | Attila Valter   | CCC Dev.   | s.t.     |
| 3    | Michal Schlegel | Elkov      | a 4"     |

| Pos. | Corridore       | Squadra     | Tempo     |
| ---- | --------------- | ----------- | --------- |
| 1    | Kevin Rivera    | Androni     | 13h36'30" |
| 2    | Daniel Muñoz    | Androni     | a 17"     |
| 3    | Radoslav Rogina | Adria Mobil | a 40"     |

### 4ª tappa
- 7 luglio: Sibiu > Sibiu – 169,5 km

Risultati
| Pos. | Corridore            | Squadra     | Tempo    |
| ---- | -------------------- | ----------- | -------- |
| 1    | Riccardo Stacchiotti | Giotti V.   | 3h52'54" |
| 2    | Gašper Katrašnik     | Adria Mobil | s.t.     |
| 3    | František Sisr       | Elkov       | s.t.     |

| Pos. | Corridore       | Squadra     | Tempo     |
| ---- | --------------- | ----------- | --------- |
| 1    | Kevin Rivera    | Androni     | 17h29'24" |
| 2    | Daniel Muñoz    | Androni     | a 17"     |
| 3    | Radoslav Rogina | Adria Mobil | a 40"     |

## Classifiche finali

### Classifica generale
| Pos. | Corridore        | Squadra         | Tempo     |
| ---- | ---------------- | --------------- | --------- |
| 1    | Kevin Rivera     | Androni         | 17h29'24" |
| 2    | Daniel Muñoz     | Androni         | a 17"     |
| 3    | Radoslav Rogina  | Adria Mobil     | a 40"     |
| 4    | Ildar Arslanov   | Gazprom-RusVelo | a 41"     |
| 5    | Serghei Țvetcov  | Romania         | a 42"     |
| 6    | Michal Schlegel  | Elkov           | a 44"     |
| 7    | Pierpaolo Ficara | Amore & V.      | a 50"     |
| 8    | Mattia Bais      | C. T. Friuli    | a 1'00"   |
| 9    | Marco Tizza      | Amore & V.      | a 1'01"   |
| 10   | Attila Valter    | CCC Dev.        | a 1'07"   |

### Classifica scalatori
| Pos. | Corridore       | Squadra     | Punti |
| ---- | --------------- | ----------- | ----- |
| 1    | Daniel Muñoz    | Androni     | 23    |
| 2    | Kevin Rivera    | Androni     | 20    |
| 3    | Marco Tizza     | Amore & V.  | 17    |
| 4    | Radoslav Rogina | Adria Mobil | 16    |
| 5    | Dario Puccioni  | Sangemini   | 17    |

### Classifica a punti
| Pos. | Corridore            | Squadra    | Punti |
| ---- | -------------------- | ---------- | ----- |
| 1    | Riccardo Stacchiotti | Giotti V.  | 45    |
| 2    | Ivar Slik            | Monkey T.  | 40    |
| 3    | Marco Tizza          | Amore & V. | 36    |
| 4    | Kevin Rivera         | Androni    | 35    |
| 5    | František Sisr       | Elkov      | 35    |

### Classifica giovani
| Pos. | Corridore      | Squadra   | Tempo     |
| ---- | -------------- | --------- | --------- |
| 1    | Kevin Rivera   | Androni   | 17h29'24" |
| 2    | Attila Valter  | CCC Dev.  | a 1'07"   |
| 3    | Fabio Mazzucco | Sangemini | a 1'27"   |
| 4    | Filippo Zana   | Sangemini | a 1'32"   |
| 5    | Erik Fetter    | Pannon    | a 2'56"   |

### Classifica a squadre
| Pos. | Squadra                     | Tempo     |
| ---- | --------------------------- | --------- |
| 1    | Androni Giocattoli-Sidermec | 52h30'01" |
| 2    | Sangemini-MG.Kvis-Vega      | a 3'13"   |
| 3    | Elkov-Author                | a 6'59"   |
| 4    | Amore & Vita-Prodir         | a 8'39"   |
| 5    | CCC Development Team        | a 16'09"  |